# مکتب فونتن‌بلو

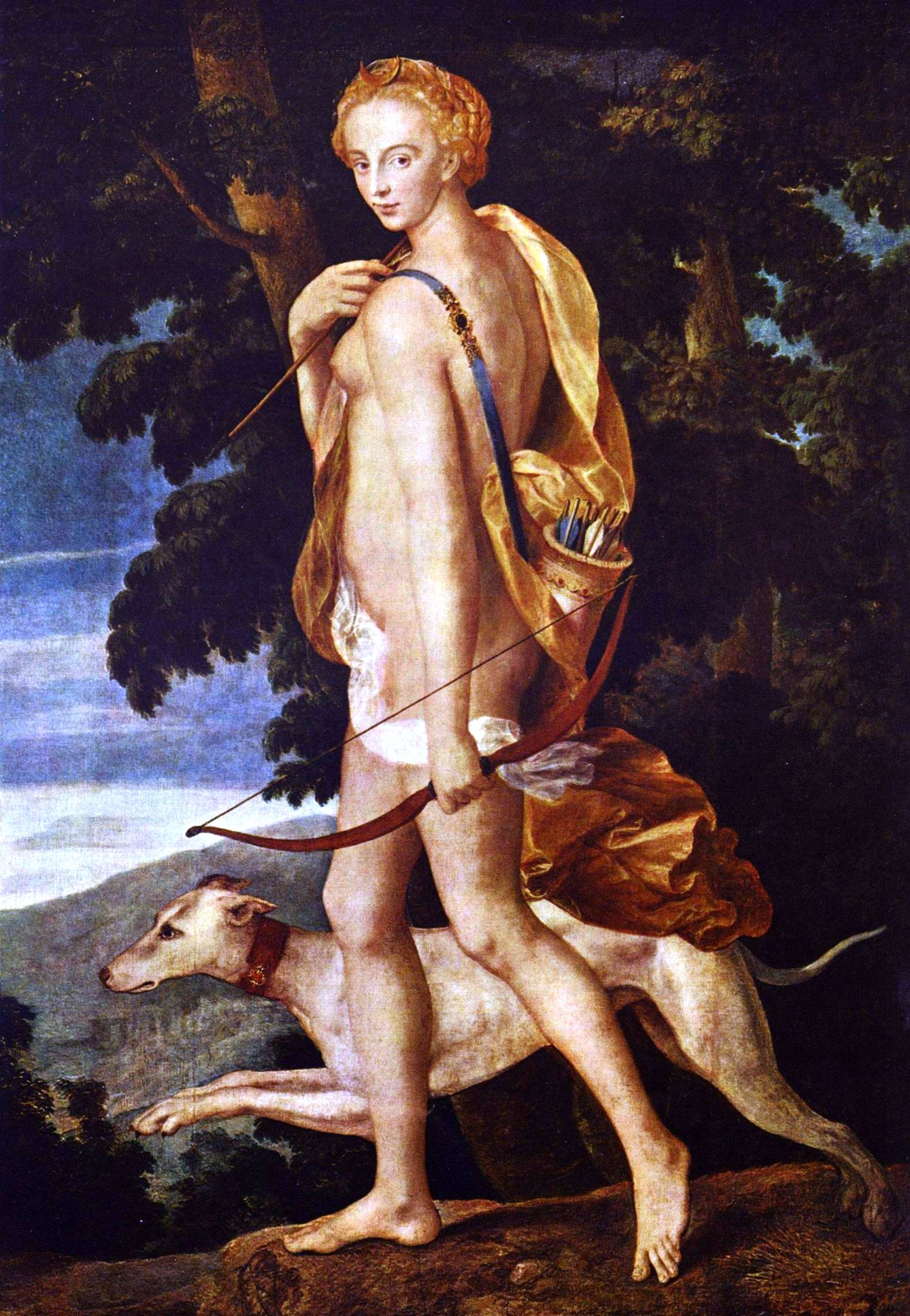
پرتره‌ای به سبک مکتب فونتن‌بلو

مکتب فونتن‌بلو School of Fontainebleau مکتبی مانریستی (شیوه‌گری) در نقاشی و مجسمه‌سازی فرانسه که در دربار فرانسوای اول شکل گرفت. فرانسوای اول برای تزیین کلبهٔ شکارگاهش تعدادی از هنرمندان ایتالیایی را به قصر فونتن‌بلو در ۶۰ کیلومتری پاریس دعوت کرد. روسو فیورنتینو Rosso Fiorentino در ۱۵۳۰ (میلادی) و فرانچسکو پریماتیتچو Francesco Primaticcio در۱۵۳۲ (میلادی) به آنجا رفتند. آنها شیوهٔ تزیینی متمایزی را از ترکیب نقش‌برجستهٔ گچی و نقاشی ابداع کردند. آثار هنری شکل‌نما(figurative) و سرشار از تزیین آنان تا پایان سده ۱۶ (میلادی) بر هنر فرانسه مسلط ماند. دیگر هنرمندان وابسته به این مکتب عبارت بودند از بنونوتو چلینیBenvenuto Cellini، نیکولو دل آباته Niccolo dell Abbate، ژان کوزن مهتر Jean Cousin the elder و آنتوان کارون Antoine Caron.
این مکتب از سال ۱۵۳۰ میلادی تا ۱۵۶۰ در اوج شکوفایی بود و در اواخر سده ۱۶ میلادی به مکتبی موسوم به مکتب دوم فونتن‌بلو منتهی شد که اهمیت و شکوفایی کمتری داشت و از هنر فلاندری Flemish art و مکتب بولونیا متأثر بود.